# Eberhard von Wiese
Eberhard von Wiese (geboren 11. November 1908 in Karlsruhe; gestorben im Juni 1982 in Hamburg) war ein deutscher Journalist und Schriftsteller.

## Leben
Seine Vorfahren waren Juristen und Offiziere, die Eltern der spätere Major a. D. Walter von Wiese und Kaiserswaldau und Else von Woikowsky-Biedau, Tochter der Elisabeth von Lilienhoff und des Offiziers Johannes von Woikowsky-Biedau. Die Eltern heirateten 1906 in Durlach bei Baden-Baden, dem damaligen Garnisonsstandort des Vaters, und lebten in den 1930er Jahren in Berlin.
Eberhard von Wiese studierte die Fächer Philologie und Kunstgeschichte und in Berlin Literatur und Zeitungswissenschaft. Er arbeitete unter anderem beim Ullstein-Verlag, bei der Vossischen Zeitung, B.Z. am Mittag, Hamburger Fremdenblatt und als Feuilleton-Leiter beim Hamburger Abendblatt, wo er regelmäßig unter der Überschrift Herr und Frau Biedermeier in Hamburg publizierte. Des Weiteren veröffentlichte er dort auch eine gesellschaftskritische Exklusivreportage zum Konkurs der Industriellenfamilie Schlieker und deren Werft. Eberhard von Wiese verfasste unter anderem den mit dem Schauspieler Hans Albers verfilmten Roman Das Herz von St. Pauli. Sein Band Hamburg. Menschen, Schicksale wurde in Westermanns Monatsheften rezensiert und erschien 1970 in dritter Auflage.
Eberhard von Wiese heiratete 1931 Elisabeth Stülpnagel, 1903 in Berlin geboren, die Familie lebte in den 1940er Jahren in Hamburg.

## Schriften (Auswahl)
- Nach den Sternen muss man greifen. Vom Kupferschmied zum Kammersänger. Erinnerungen des Kammersängers Carl Günther von der Hamburgischen Staatsoper, mit Zeichnungen von Wilhelm M. Busch, Verlag Christians, Hamburg 1956.
- Das Herz von St. Pauli, Bertelsmann, Gütersloh 1958.
- Hamburg. Menschen, Schicksale, mit Bildern von Karl Gröning, 3. Auflage, Ullstein, Berlin [u. a.] 1970.

## Hörspiele
- 1946: Akazienallee 4 – Regie: Otto Kurth (Hörspiel – NWDR Hamburg)[8]